# Independencia (metro de Los Teques)
Independencia es una de las estaciones de la línea 2 del Metro de Los Teques. fue inaugurada por el gobierno venezolano el 11 de diciembre de 2013, como la cuarta estación del sistema.

## Características
Se encuentra a medio camino entre las estaciones Guaicaipuro (inaugurada en diciembre de 2012) y la estación Los Cerritos (en construcción proyectada para 2014). Está localizada en el km 25 en la redoma La Matica del centro de la ciudad de Los Teques, la capital del estado Miranda, al centro norte de Venezuela. Se estima que beneficia a 38 mil personas que diariamente podrían usarla para trasladarse hasta la ciudad de Caracas u otras partes de Los Teques. La principal característica distintiva de la estación es su cúpula central realiza con cristal que permite la entrada de luz natural a la estación y el ahorro de energía eléctrica. Además de su sistema de ventilación ecológico que aprovecha las corrientes de aire naturales.